# Fitzhugh Townsend
Samuel George Fitzhugh Townsend (Nova York, abril de 1872 - Nova York, 11 de desembre de 1906) va ser un tirador d'esgrima estatunidenc que va competir a cavall del segle xix i el segle xx. El 1904 va prendre part en els Jocs Olímpics de Saint Louis amb el nom de Fitzhugh Townsend. Se sabia que Fitzhugh era el seu segon nom i durant molt de temps es va pensar que el seu primer nom era Charles. Amb tot, al programa de graduació de la Universitat de Colúmbia, en l'anunci de la seva mort al butlletí l'ex alumnes i a la tomba a Nova York hi ha el seu nom complet, Samuel George Fitzhugh Townsend.
En aquests Jocs guanyà la medalla de plata en la modalitat de Floret per equips del programa d'esgrima, junt a Charles Tatham i Arthur Fox. També disputà les proves d'espasa, en què fou cinquè, i Floret individual, en què quedà eliminat en semifinals.